# Snow (Spock's Beard)
Snow is het zesde studioalbum van Spock's Beard. Het is een conceptalbum verspreid over twee compact discs. Het album werd uitgegeven door InsideOut Music.

## Inleiding
Basis voor het album werd gelegd in de zomer van 2001 toen Spock's Beard in de studio Lawnmower and Garden Supply een opvolger begon op te nemen van V. Het wilde niet vlotten; muziek was er wel, maar Neal Morse kreeg er geen goede tekst bij. Hij vond zelf dat Snow wel op een enkele cd moest kunnen; hij had toen ongeveer één uur muziek. Door een ziekte van drummer Nick D'Virgilio ontstond er ruimte en Morse trok naar zijn huis in Nashville (Tennessee). Die reis werd qua tijd plotseling veel langer, door de Aanslagen op 11 september kwam er een vliegverbod en Morse moest de afstand afleggen per huurauto. Tijdens de reis en zijn verblijf thuis kreeg het album vastere vorm. Terwijl Morse zo bezig was begon hij te twijfelen of Snow wel vanwege de religieuze inslag geschikt was voor Spock's Beard of dat hij het beter kon bewaren voor een soloalbum. Hij koos voor het eerste maar de opnamen putte hem en de band uit. Toen het album eenmaal was opgenomen, maakte Morse de keus Spock’s Beard te verlaten, mede onder invloed van zijn bekering tot het christendom.
Snow handelt over de persoon Snow, een albino, die op jeugdige leeftijd op het Amerikaanse platteland (ergens wordt Ohio genoemd) wordt gepest. Hij trekt naar de grote stad New York om eraan te ontsnappen; krijgt vervolgens een visioen en probeert andere “drop-outs” te helpen onder de noemer "The touch that heals".
Het album werd goed ontvangen binnen de progressieve rock, maar er waren ook opmerkingen dat het allemaal te langdradig was geworden. Het haalde weinig noteringen in albumlijsten. Er zijn alleen noteringen bekend in Nederland (1 week notering op plaats 100) en Duitsland (twee weken notering met een piek op 24).
Er stond een tournee gepland om het album te promoten, maar door het plotse vertrek van Morse moest die worden afgezegd. Tot 2016 vond er geen uitvoeringen van het totaalconcept plaats. In korte tijd kwam de band toen bijeen, het werd vastgelegd op Snow live.   

## Musici
- Neal Morse – zang, piano, toetsinstrumenten, akoestische gitaar
- Alan Morse – elektrisch gitaar, zang, cello
- Ryo Okumoto – toetsinstrumenten (hammondorgel, mellotron, Jupiter 8, minimoog), vocoder
- Dave Meros – basgitaar, zang, hoorn
- Nick D'Virgilio – drumstel, percussie, zang, eerste zangstem op Carie en Looking for answers

Met
- Chris Carmichael – viool, altviool, cello
- Jim Hoke – saxofoon, klarinet, autoharp
- Neil Rosengarden – flugelhorn, trompet
- Molly Pasutti – achtergrondzang op Open the gates (part 2)

## Muziek
| Nr. | Titel                                         | Duur |
| --- | --------------------------------------------- | ---- |
| 1.  | Made alive/Overture (Neal Morse)              | 5:32 |
| 2.  | Stranger in a strange land (Neal Morse)       | 4:29 |
| 3.  | Long time suffering (Neal Morse)              | 6:03 |
| 4.  | Welcome to NYC (Neal Morse)                   | 3:32 |
| 5.  | Live beyond words (Neal Morse)                | 3;24 |
| 6.  | The 39th Street blues (I’m sick) (Neal Morse) | 4:05 |
| 7.  | Devil’s got my throat (Neal Morse)            | 7:17 |
| 8.  | Open wide the flood gates (Neal Morse)        | 6:04 |
| 9.  | Open the gates (part 2 (Neal Morse)           | 3:02 |
| 10. | Solitary soul (Alan Morse, Neal Morse)        | 7:33 |
| 11. | Wind at my back (Neal Morse)                  | 5:12 |

| Nr. | Titel                                                                  | Duur |
| --- | ---------------------------------------------------------------------- | ---- |
| 1.  | Second overture (Spock’s Beard)                                        | 3:47 |
| 2.  | 4th of july (Spock’s Beard)                                            | 3:11 |
| 3.  | I’m the guy (Neal Morse)                                               | 4:48 |
| 4.  | Reflection (Neal Morse)                                                | 2:49 |
| 5.  | Carie (Neal Morse)                                                     | 3:06 |
| 6.  | Looking for answers (d’Virgilio)                                       | 5:17 |
| 7.  | Freak boy (Neal Morse)                                                 | 2:12 |
| 8.  | All is vanity (Neal Morse)                                             | 4:35 |
| 9.  | I’m dying (Neal Morse)                                                 | 5:09 |
| 10. | Freak boy (part 2) (Neal Morse)                                        | 3:01 |
| 11. | Devil’s got my throat revisited (Neal Morse)                           | 1:55 |
| 12. | Snow’s night out (Neal Morse)                                          | 2:04 |
| 13. | Ladies and gentlemen, Mister Ryo Okomoto on the keyboards (Neal Morse) | 2:40 |
| 14. | I will go (Neal Morse)                                                 | 5:08 |
| 15. | Made alive again/Wind in my back (Neal Morse)                          | 8:27 |

I will go werd achteraf gezien als afscheid van Neal Morse.
| Nr. | Titel                                                              | Duur  |
| --- | ------------------------------------------------------------------ | ----- |
| 1.  | South side of the sky (Jon Anderson, Chris Squire)                 | 9:11  |
| 2.  | The good don’t last/Open wide the flood gates (akoestische versie) | 11:26 |
| 3.  | Devil/Fiddly/Disco (oefensessie)                                   | 4:41  |
| 4.  | Looking for answers (akoestische versie)                           | 4:59  |
| 5.  | Stranger in a strange land (demoversie)                            | 2:34  |
| 6.  | 4 O’Clock                                                          | 0:24  |
| 7.  | Ryo’s solo (oefensessie)                                           | 7:42  |
| 8.  | Lost bass solo                                                     | 2:01  |
| 9.  | The light (akoestische versie)                                     | 6:08  |
| 10. | I will go (oefensessie)                                            | 2:10  |